# Крістіан Нобоа
Крістіан Нобоа (ісп. Christian Noboa, нар. 9 квітня 1985, Гуаякіль) — еквадорський футболіст, півзахисник російського клубу «Сочі» та національної збірної Еквадору.

## Клубна кар'єра
У дорослому футболі дебютував 2004 року виступами за команду клубу «Емелек», в якій провів два сезони, взявши участь у 89 матчах чемпіонату. Більшість часу, проведеного у складі «Емелека», був основним гравцем команди.
Своєю грою за цю команду привернув увагу представників тренерського штабу російського клубу «Рубін» з Казані, до складу якого приєднався 2007 року. Відіграв за казанську команду наступні п'ять сезонів своєї ігрової кар'єри. Граючи у складі казанського «Рубіна» також здебільшого виходив на поле в основному складі команди, разом з якою двічі виборював титул чемпіона Росії.
До складу «Динамо» (Москва) приєднався 26 січня 2012 року.

## Виступи за збірну
2009 року дебютував в офіційних матчах у складі національної збірної Еквадору. Наразі провів у формі головної команди країни 77 матчів, забивши 4 голи.
У складі збірної був учасником розіграшу Кубка Америки 2011 року в Аргентині.

## Титули і досягнення
- Чемпіон Росії:

«Рубін»:  2008, 2009
Зеніт: 2018–19
- Володар Суперкубка Росії:

«Рубін»:  2010